# Hyperaspis inflexa
Hyperaspis inflexa är en skalbaggsart som beskrevs av Thomas Casey 1899. Hyperaspis inflexa ingår i släktet Hyperaspis och familjen nyckelpigor. Inga underarter finns listade i Catalogue of Life.